# Avea
Avea est l'un des trois opérateurs GSM en Turquie. 

## Historique
Avea a été fondé en 2004 avec la fusion des deux opérateurs GSM Aycell (Türk Telekom) et Aria (coentreprise d'Is Bankasi (51 %) et TIM (49 %). TIM et Turk Telekom participent chacun à hauteur de 40 %, et le Groupe Is Bankasi en détient 20 %. En septembre 2006, Telecom Italia annonce, après avoir reçu l'autorisation des autorités turques, que la vente de 40,5 % du capital de Avea, filiale détenue par TIM International, à Turk Telekom, pour un total de 500 millions de dollars américains, a été finalisé. Par conséquent, l'actuelle structure de l'actionnariat est détenue à 81 % par Turk Telekom et les 19 % restants par Is Bankasi.
Ses concurrents, Turkcell et Vodafone en Turquie, ont tous deux été fondé en 1994 et utilisent les fréquences GSM 900, Avea utilise la gamme GSM 1800.